# Himeroconcha fusca
Himeroconcha fusca é uma espécie de gastrópode  da família Charopidae.
É endémica de Guam.